# Hasi Berkán
Hasi Berkán (en árabe: حاسي بركان‎, en lenguas bereberes: ⵃⴰⵙⵉ ⴱⵔⴽⴰⵏ, en francés: Hassi Berkane) es un municipio marroquí en la región Oriental. Desde 1912 hasta 1956 perteneció a la zona norte del Protectorado español de Marruecos.